# Bob Haney
Robert „Bob“ Haney (* 1926 in Philadelphia; † 25. November 2004) war ein US-amerikanischer Comicautor.

## Leben und Arbeit
Haney begann in den 1960er Jahren als hauptberuflicher Comicautor zu arbeiten. In den folgenden 30 Jahren war er überwiegend als Verfasser von Geschichten der verschiedensten Genres für den amerikanischen Marktriesen DC-Comics tätig.
Für DC schuf Haney Serien wie Metamorpho, B’wana Beast, Teen Titans und Doom Patrol. Außerdem arbeitete er an Serien wie The Brave and the Bold, Sergeant Rock, World’s Finest Comics, Blackhawk, The unknown Soldier, Deadman und Eclipso. Künstler, mit denen Haney besonders oft zusammenarbeitete, waren unter anderem die Zeichner Neal Adams und Jim Aparo.
Zu den Preisen, die Haney für seine Arbeit erhielt, zählen unter anderem ein Alley Award 1968 für die beste Geschichte ("Track of the Hook" aus The Brave and the Bold #79).